# Hecalus glaucescens
Hecalus glaucescens är en insektsart som beskrevs av Franz Xaver Fieber 1866. Hecalus glaucescens ingår i släktet Hecalus och familjen dvärgstritar. Inga underarter finns listade i Catalogue of Life.